# پایدیا: ایدئال‌های فرهنگ یونانی
پایدیا: ایدئال‌های فرهنگ یونانی کتابی از ورنر یگر است.

## به فارسی
این کتاب با ترجمهٔ محمّدحسن لطفی در سال ۱۳۷۶ منتشر و در مراسم کتاب سال جمهوری اسلامی ایران به‌عنوان کتاب برگزیده معرفی شد.